# Rudy Grayzell
Rudy Jimenez 'Tutti' Grayzell (Saspamco (Texas), 8 juni 1933 - 26 november 2019), geboren als Rudolph Paiz Jimenez, was een Amerikaanse rockabilly-muzikant.

## Jeugd
Zijn ouders Joe en Juanita verhuisden kort na zijn geboorte naar San Antonio. Hij interesseerde zich al vroeg voor muziek, aangezien zijn moeder mandoline speelde. De countrymuziek, popmuziek en traditionele Mexicaanse muziek was bovendien bepalend voor hem. Op 12-jarige leeftijd leerde hij op de gitaar te spelen, ogenschijnlijk om indruk te maken op een meisje van zijn school. Kort daarna formeerde hij samen met zijn vrienden Charlie Kunshie en Roy Mooney zijn eerste band The Silver Buckles, waarmee hij in bars en kroegen optrad. Echter in zijn jeugd wilde Grayzell eigenlijk sportman worden, totdat men bij hem een hartafwijking constateerde, zodat hij toch voor de muziek koos.
Tijdens het plaatselijk radioprogramma Barn op KMAC ontmoette Grayzell radiopresentator en muzikant Charlie Walker, door wie hij Red Stewart leerde kennen, die later zijn manager zou worden.

## Carrière
Grayzell kreeg kort daarna bij Fabor Robisons Abbott Records een platencontract. Zijn eerste sessie vond plaats in 1953 in de KWKH-studio Shreveport met de Louisiana Hayride-huisband, waarbij onder andere Floyd Cramer (piano), Jim Reeves en Jimmy Long speelden. Zijn eerste single verscheen in hetzelfde jaar met Looking At The Moon And Wishing On A Star, dat later ook werd opgenomen door Charlene Arthur en Skeets McDonald. Na een verdere single publiceerde Grayzell zijn laatste titel bij Abbott Records, het bekende It Ain't My Baby (And I Ain't Gonna Rock It). Tussentijds had hij de gelegenheid gekregen om op te treden in de Louisiana Hayride en in de Grand Ole Opry, hetgeen hem verdere bekendheid opleverde. In 1954 tekende hij een contract bij Capitol Records en wijzigde korttijdig zijn naam in Rudy Gray. Bij Capitol Records nam hij nummers op als Hearts Made Of Stone, dat licht aanleunde aan doowop en Please Big Mama, die allen echter zoals zijn eerdere publicaties sterk aanleunden aan de country-boogie. Daarna concentreerde hij zich op zijn liveoptredens. Naast de Hayride was hij vaak te horen op KMAC en ondernam hij samen met Elvis Presley een tournee.
Weer eens door zijn vriend Charlie Walker kreeg Grayzell in 1956 een contract bij Starday Records. Pas hier publiceerde hij zijn bekendste nummers Ducktail, You're Gone en Let's Go Wild. Deze stukken tellen heden als klassiekers van de rockabilly en werden ook gecoverd door Joe Clay. Na zijn periode bij Starday Records was hij tot het eind van de jaren 1950 bij verschillende labels onder contract en publiceerde enkele onbeduidende singles, onder andere ook een bij Sun Records in Memphis. Nadat hij was verhuisd naar de westkust van de Verenigde Staten, vestigde hij zich in 1960 definitief in Oregon. Voor de volgende decennia nam hij geen nummers meer op, maar ondernam hij kleine tournees door de Verenigde Staten en speelde hij in bars, clubs en andere kleine evenementen.
Aan het eind van de jaren 1980 reisde Grayzell naar Engeland om te spelen op het Hemsby Rock'n'Roll Weekend. De resonantie was positief en dus begon hij weer te werken in de studio. Hij nam een nieuwe versie op van zijn song Ducktail en publiceerde een album. Ook tegenwoordig treedt Grayzell nog in het openbaar op. Als erkenning van zijn prestaties voor de rockabilly-muziek werd hij opgenomen in de Rockabilly Hall of Fame.

## Discografie

### Singles
Abbott Records
- 1953: Looking On The Moon And Wishing On A Star / The Heart That Once Was Mine
- 1953: I'm Gone Again / Bonita Chiquita
- 1954: It Ain't My Baby (And I AIn't Gonna Rock It) / Ocean Paradise

Capitol Records
- 1954: There's Gonna Be A Ball / Hearts Made Of Stone
- 1955: You Better Believe It / Ca-Razy
- 1955: Please Bog Mama / My Spirit Is Willing

Starday Records
- 1956: The Moon Is Up / Day By Day
- 1956: Ducktail / You're Gone
- 1956: Jig-Ga-Lee-Ga / You Hurt Me So
- 1957: Let's Get Wild / I Love You So (Mercury-Starday Records)
- 1957: Let's Get Wild / I Love You So

Sun Records
- 1958: Judy / I Think Of You

Award Records
- 1959: F-B-I Story / You'll Be Mine (met The Thunderbirds)
- ####: I Won't Be The Fool / Remember When (Sun Records (niet gepubliceerd)

### Albums
- 19??: Let's Get Wild
- 1998: Let's Get Wild

- Gemeinsame Normdatei: 135103258
- International Standard Name Identifier: 0000 0001 1475 8486
- Library of Congress Control Number: no2003030727
- MusicBrainz: 9b8b08d1-a249-4bee-b05d-065696f9be3b
- Virtual International Authority File: 79965623
- WorldCat: E39PBJm4V7Vx6PBVBGQ8bWyWXd